# Sedma egipčanska dinastija
Sedma egipčanska dinastija je označila začetek Prvega vmesnega obdobja Egipta v zgodnjem 22. stoletju pr. n. št. O dinastiji ni skoraj nič znanega, zato jo imajo nekateri egiptologi za izmišljeno.
V 3. stoletju pr. n. št. je egipčanski svečenik Maneto napisal Aegyptiaco – Zgodovino Egipta, v kateri je naštel imena prvih trideset egipčanskih dinastij. Maneto piše, da je po propadu Šeste dinastije sedemdeset kraljev vladalo skupaj sedemdeset dni. S tem je želel povedati, da so bile vladavine kraljev izredno kratke. Obdobje je imenoval Sedma dinastija. 
Osma dinastija  ni tako zameglena. Njeni kralji so omenjeni tudi v drugih virih, na primer na Abiškem seznamu kraljev.